# Infección Crónica
Infección Crónica es una banda de música extrema, de Jardín América, Misiones, Argentina, fundada a fines de 1996. El nombre del grupo proviene del gusto y tendencia musical de los integrantes por el Goregrind y el Death Metal.

## Historia
Desde sus inicios, el grupo ha sido partícipe e impulsor de la escena Heavy de Jardín América, siendo anfitriones de recitales under, los cuales se realizan anualmente desde el año 1998 hasta la actualidad. Dichos eventos fueron adquiriendo el formato de Festival, hasta llegar al punto de convocar en el año 2007 a más de 17 bandas de diversos puntos del país, en dos días de música extrema:

«Llevamos más de 19 años en esto y muchos me dicen que nosotros cambiamos la cultura zonal, no se si es tan así, pero algo de eso se generó. Ahora Jardín América es un referente del metal pesado en la región y eso se fue gestando entre guisos y asados con los pibes en la sala de ensayo.»
Diego Mareco. Entrevista, portal argentino Misiones Online, 05/02/15.

El grupo ha realizado innumerables presentaciones a lo largo de la Provincia de Misiones, incluyendo la Fiesta Nacional del Inmigrante, y han pisado escenarios de diversas provincias del país en Festivales como Corriente Alterna, Buenos Aires Vivo II, Criminal Metal Camp, y Saltos Metal Festival entre otros. Incluso en Paraguay.

### Infección Crónica
Enfocados al Goregrind y al Death Metal, en el mes de febrero del año 2000 grabarían Infección Crónica, su primer demo destinado a promocionar la banda, el cual incluiría una intro y seis tracks corrosivos: "Infección Crónica", "Profanador", "Pudrición Interna", "Leucorrea", "Acarus Scabiei" e "Histerectomía".

### Sufriendo en Vida
Sin perder afinidad por las voces guturales, las influencias de la banda con el tiempo van cambiando, e incluso ganan en técnica produciendo composiciones más elaboradas. En marzo de 2001 lanzarían su segundo demo con 6 tracks en su haber: "Detrás de la puerta", "Tortura Corporal", "Repulsiva Concepción" e "Instinto Caníbal"; más dos temas del primer demo, "Profanador" y "Acarus Scabiei". El 21 de diciembre participarían de la tercera edición del compilado más importante de Música Extrema de aquel año en la Argentina, el Nahuel Vol. III, editado bajo el Sello Hurling Metal Records(ARG). Aportarían 2 temas de su última producción, "Repulsiva Concepción" e "Instinto Caníbal".
A principios del 2002 dejaría su lugar el bajista Joaquín Niz e incorporan a Marcelo Ramírez, y para el mes de agosto, ingresan al mercado mundial al formar parte del compilado canadiense Buckets Of Blood Vol.1, editado por el Sello Bloodbucket Productions(Canada).
En septiembre del 2003 cambiarían de vocalista, ya que Gerardo Wojtowicz deja su lugar a Esteban Schöller.

### Bajo la Piel
Tras varios cambios en la formación, la banda estuvo casi 3 años sin poder hacer mucho más que componer, y recién el 17 de octubre del 2006 lanzarían un Mini-CD llamado Bajo la piel, con temas perfilados al Brutal Death Metal: "Fosa común", "Parásito", "El color de la descuartización", "Enterrado vivo" e "Irreversible".

El video del ensayo de "Irreversible" sería difundido en el programa CM Pesado, de la Señal argentina Canal CM(Canal de la Música).

### Detrás de la Luz
En febrero del 2009 editan Detrás de la luz, el primer CD de la banda de producción independiente. Compuesto por 11 temas y 1 Bonus Track, este material fue grabado en los estudios La Nave De Oseberg(ARG), y mezclado y masterizado por Sebastián Manta e Infección Crónica.

### El Sótano
En 2014 lanzan el LP El Sótano, disco muy bien aceptado en la escena extrema.

### Alfa
En 2018 lanzan su tercer LP titulado Alfa.

## Formación

### Miembros actuales
- Esteban Schöller - Voz
- Daniel Wojtowicz - Guitarra
- Damián Moschen - Bajo
- Diego Mareco - Batería

### Otros miembros
- Enzo Neremberg - Bajo
- Joaquín Niz - Bajo
- Marcelo Ramírez - Bajo
- Mariano Malaquías - Bajo
- Gerardo Wojtowicz - Voz
- Rafael Rambo - Bajo
- Carlos Garay - Bajo

## Discografía

### EP
- 2000 - Infección Crónica (DEMO)
- 2001 - Sufriendo en Vida (DEMO)
- 2006 - Bajo la Piel (DEMO)

### Álbumes
- 2009 - Detrás de la Luz
- 2014 - El Sótano
- 2018 - Alfa
- 2024- Un cuarto